# Hans Plomp

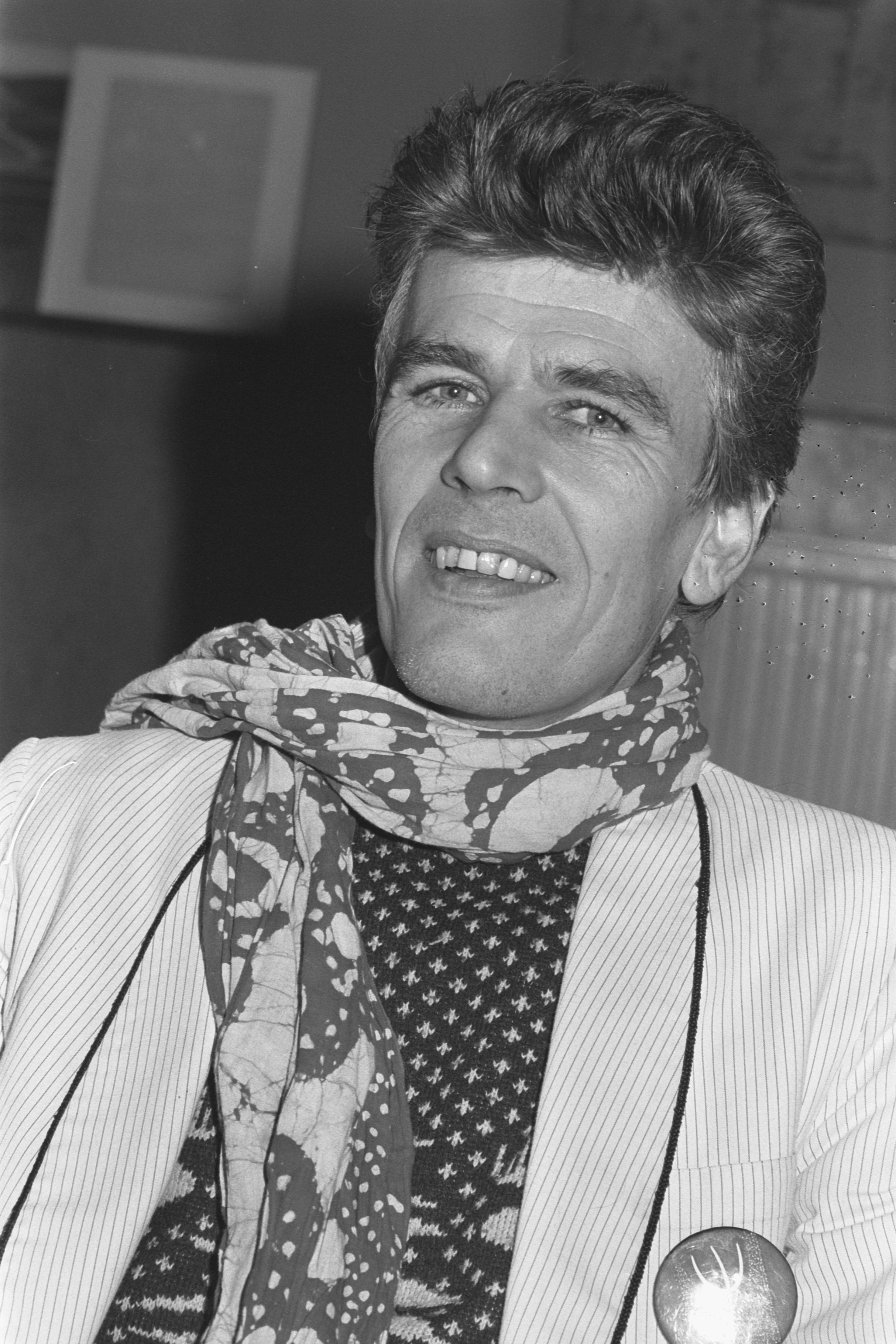
Hans Plomp (1987)

Hans Plomp (Amsterdam, 29 januari 1944 – Ruigoord, 6 augustus 2024) was een Nederlands schrijver en dichter. Samen met collega-schrijver Gerben Hellinga was hij de drijvende kracht achter het van de slopershamer redden van het dorp Ruigoord bij Amsterdam. Hij was lid van het Amsterdams Ballon Gezelschap.

## Biografie
Plomp werd geboren in Amsterdam en volgde het lyceum waar hij voor de schoolkrant schreef en Vera de Vries - later beter bekend als Xaviera Hollander - leerde kennen. Als tiener leefde hij op een zolderkamer. Toen zijn ouders ontdekten dat hij 's nachts niet altijd thuis was, werd het toezicht verscherpt en ontdekte Plomp het schrijven. Hij studeerde Nederlands en was aanvankelijk leraar, maar werd actief in de Provo-beweging en gaf zijn baan op. Hij debuteerde in 1968 met De ondertrouw, een sleutelroman over zijn vriendschap met Gerard Reve en Johan Polak. Hij werd pas echt bekend door Het Amsterdams dodenboekje (1970). In datzelfde jaar publiceerde hij met Peter Andriesse, Heere Heeresma en George Kool een Manifest van de jaren zeventig,, waarin de groep zich afzette tegen gevestigde auteurs en tegen de door hen als Nieuwe wartaal afgewezen experimentele literatuur die in die tijd nogal in opgang was.
Als twintiger begon Plomp te experimenteren met lsd en andere geestverruimende middelen. Later schreef hij – samen met Gerben Hellinga – de 'drugs'handleiding Uit Je Bol (1994). Plomp en Hellinga waren tevens duo-voorzitters geweest van de Stichting Legalize!, waarbij Plomp zich met passie inzette voor de normalisatie en legalisatie van drugsgebruik en het doorbreken van taboes.
Samen gaven ze ook leiding aan het verzet van Amsterdamse kunstenaars tegen de sloop van het dorp Ruigoord. In juli 1973 wisten ze te voorkomen dat slopers het dorp kwamen afbreken en diezelfde dag nog werd de sloopvergunning voorlopig ingetrokken. Plomp woonde jarenlang in Ruigoord in een inmiddels afgebroken huis, Mexico. Tegenwoordig is Ruigoord een bloeiende kunstenaarsgemeenschap, waar hij een atelier had.
In 1982 toerde Plomp met andere Nederlandse schrijvers en dichters door de Verenigde Staten ter gelegenheid van het 200-jarig bestaan van dit land. Zij traden daar op met Beat Poets als Allen Ginsberg, Gregory Corso, Amiri Baraka en Lawrence Ferlinghetti. Deze memorabele reis wordt boeiend beschreven in Revolvers lijkt me overdreven.
Hij reisde jarenlang door het Verre Oosten, wat resulteerde in columns in De Volkskrant en het boek India, heilig en hels. In 1991 was Plomp te gast op het Crossing Border-festival. en 1993 Op 21 mei 2008 was hij te zien in een aflevering van Spuiten en Slikken, tijdens een samen met stichting Legalize! gevoerde actie tegen het verbod op paddo's. 
Samen met beeldende kunstenaars Aat Veldhoen en Frank Lodeizen schiep hij monumentale uitgaven als De Kunst van het Sterven en NU.
Naast zijn werk als schrijver en dichter stelde Plomp bundels samen en was hij actief als vertaler van boeken van onder anderen James Purdy, George Steiner en Amos Tutuola.
Jarenlang organiseerde hij op Ruigoord het meerdaagse literaire festival Vurige Tongen en het roemruchte Landjuweel. Hij speelde een belangrijke rol bij het zogenaamde Ballonnenfeest, de jaarlijkse Paradiso-happening van het Amsterdams Ballon Gezelschap.
In 2017 verscheen een selectie uit 50 jaar dichtwerk, Dit is de beste aller tijden..
Plomp overleed op 6 augustus 2024 na een lang ziekbed. Hij werd 80 jaar.

### Romans, poëzie en essays
- Dit is de beste aller tijden (gedichten) — In de Knipscheer, 2017
- Een + een = Eén (gedichten) — Brumes Blondes, 2011
- India. Heilig en hels — In de Knipscheer, 2009
- Karma Sutra — Nymfaeum Pers, 2006
- Jozefien en het Kietelbos (kinderboek) — In de Knipscheer, 2000
- Ruigoord—Amsterdams Ballongezelschap. 100 seizoenen 1972-1998 (met Aja Waalwijk) — Bas Lubberhuizen, 1998
- AH2 — Albert Heijn, 1997
- Jaya en het orakel (kinderboek) — Leopold, 1995
- Het beest is los!, 51 gedichten (1980-1995) — Stichting Raamwerk Letterexploitatie, 1995
- Uit je bol (met Gerben Hellinga) — Prometheus, 1994
- In Amsterdam, de verhalen van Larrie (verzamelbundel) — In de Knipscheer, 1993
- In India — In de Knipscheer, 1991
- Het innerlijk bordeel: erotische verhalen — In de Knipscheer, 1990
- Revolvers lijkt me overdreven: Een reisnovelle — Conserve, 1987
- Gulle nachtmoeder (roman) — Nioba, 1987
- Lokomotive (roman) — In de Knipscheer, 1986
- Open inrichting: Nieuw Amsterdams Dodenboekje (verhalen) — In de Knipscheer, 1985
- Een schizofreen is nooit alleen: over de grenzen van het rationalisme (essays) — In de Knipscheer, 1983
- Gedroomde reizen met vrouwen — In de Knipscheer, 1982
- Nine Dutch Poets — City Lights Books, 1982
- Venus in Holland: gedichten 1960-1981 — In de Knipscheer, 1981
- Liefdesoorlog/ Battle of Love — G. Stuyling, 1979
- Lofzang op de moraal van de neo-moralistiese beweging (gedichten en verhalen) — Akasha, 1976
- In de buik van moeder Natuur — De Harmonie, 1976
- Op zoek (fotoroman met Jean-Paul Vroom) — De Harmonie, 1975
- Satan ontmaskerd (verhalen) — De Harmonie, 1973
- Gekkenwerk: een jaarverslag (gedichten) — De Harmonie, 1972
- Brigadier Snuf rookt stuff: Een liederlijk verslag — Manteau, 1972
- Moker in Mokum: De koffie is klaar (toneelstuk), 1971
- Huize de slapeloze nachten (verhalen) — Thomas Rap, 1971
- Manifest voor de jaren zeventig (met Peter Andriesse, Heere Heeresma en George Kool) — De Bezige Bij, 1970
- Het Amsterdams dodenboekje: een strooibiljet (verhalen) — De Harmonie, 1970
- De Chinese kruiwagen en ander schrijnend proza (verhalen) — Manteau, 1969
- De ondertrouw. Een somber herenboek (roman) — Manteau, 1968

- Bibliothèque nationale de France: cb12866124s (data)
- Digitale Bibliotheek voor de Nederlandse Letteren: plom001
- Gemeinsame Normdatei: 1071082841
- International Standard Name Identifier: 0000 0001 1041 2613
- Library of Congress Control Number: n89629869
- Nationale Bibliotheek van Polen: a0000003271579
- Nederlandse Thesaurus van Auteursnamen: 068395450
- Système universitaire de documentation: 198523890
- Virtual International Authority File: 16373632
- WorldCat: E39PBJfCtFmDvVgYcvP74Yrcyd